# Vinavl
Vinavl er videnskaben omhandlende samt produktionen og studiet af vindruer, som beskæftiger sig med den række processer, der sker på en vingård. Vinavl kan, selvom den opstod i et bælte fra Vesteuropa til de persiske breder af det Kaspiske Hav, forekomme i alle dele af verden på nær Antarktis som følge af drueplanternes store indordningsevne.
En person, der dyrker vindruer, kaldes en vinavler, og dennes opgaver er at kontrollere skadedyr, sygdom, fertilitet og kunstvanding samt sørge for udviklingen af de rette karakteristika og det rette høstningstidspunkt.
Druernes videre proces fra vingårdene til den færdige vin betegnes vinproduktion.

## Vindyrkningens oprindelse
Gennem en omfattende og meget grundig undersøgelse af genomet hos dyrkede og vilde vinplanter (Vitis vinifera) fra Sydeuropa via landene langs silkevejen og til Kina har forskere kunnet vise, at vindyrkningen blev indledt på et tidspunkt før 11.000 f.v.t. Den tidligste dyrkning skete i områderne på sydsiden af Kaukasus